# Twierdzenie Turána
Twierdzenie Turána jest twierdzeniem z teorii grafów stanowiącym oszacowanie dla liczby krawędzi w grafie niezawierającym kliki {\displaystyle K_{r+1}.}
Twierdzenie oraz pierwszy opis grafów Turána pochodzi od węgierskiego matematyka Pála Turána i zostało sformułowane w roku 1941. Pięć dowodów tego twierdzenia znajduje się w Dowodach z Księgi.

## Sformułowanie
Spośród wszystkich grafów {\displaystyle n}-wierzchołkowych, które nie zawierają kliki {\displaystyle (r+1)}-wierzchołkowej, najwięcej krawędzi posiada graf Turána {\displaystyle T(n,r).}
Stąd wynika, że w dowolnym grafie {\displaystyle G} takim, że {\displaystyle G} ma co najwyżej {\displaystyle n} wierzchołków oraz nie zawiera {\displaystyle (r+1)}-wierzchołkowej kliki, jest co najwyżej
{\displaystyle {\frac {r-1}{r}}\cdot {\frac {n^{2}}{2}}=\left(1-{\frac {1}{r}}\right)\cdot {\frac {n^{2}}{2}}}
krawędzi.
Szczególnym przypadkiem (dla {\displaystyle r=2}) twierdzenia Turána jest następujące twierdzenie Mantela: maksymalna liczba krawędzi w grafie bez trójkątów jest równa co najwyżej {\displaystyle \lfloor n^{2}/4\rfloor .}

## Dowód
Niech {\displaystyle G=(V,E)} będzie {\displaystyle n}-wierzchołkowym grafem niezawierającym kliki {\displaystyle K_{r+1}} takim, że {\displaystyle G} ma maksymalną możliwą liczbę krawędzi.
Teza 1: W {\displaystyle G} nie istnieją wierzchołki {\displaystyle u,\,v,\,w} takie, że {\displaystyle (u,v)\in E,} ale {\displaystyle (u,w)\notin E\land (v,w)\notin E.}
Załóżmy, że teza jest fałszywa – wtedy uda się skonstruować graf {\displaystyle G'=(V',E')} zawierający tyle samo wierzchołków co {\displaystyle G} i niezawierający kliki {\displaystyle K_{r+1},} ale mający więcej niż {\displaystyle G} krawędzi.
Przypadek 1: {\displaystyle deg(w)<deg(u)} lub {\displaystyle deg(w)<deg(v).}
Bez zmniejszenia ogólności, niech {\displaystyle deg(w)<deg(u).} Tworzymy graf {\displaystyle G'} usuwając wierzchołek {\displaystyle w} i tworząc kopię wierzchołka {\displaystyle u} z takim samym jak {\displaystyle u} zbiorem sąsiadów (nazwijmy ją {\displaystyle u'}). Ponieważ nie ma krawędzi między {\displaystyle u} i {\displaystyle u',} to żadna klika w {\displaystyle G'} nie zawiera obu wierzchołków. Stąd jeżeli {\displaystyle G} nie zawierał kliki {\displaystyle K_{r+1},} to również {\displaystyle G'} jej nie zawiera. Jednocześnie {\displaystyle G'} zawiera więcej krawędzi:
{\displaystyle |E'|=|E|-deg(w)+deg(u)>|E|.}
Przypadek 2: {\displaystyle deg(w)\geqslant deg(u)} oraz {\displaystyle deg(w)\geqslant deg(v).}
W tym przypadku tworząc {\displaystyle G'} usuwamy wierzchołki {\displaystyle u} oraz {\displaystyle v} i tworzymy dwie kopie wierzchołka {\displaystyle w{:}} {\displaystyle w'} i {\displaystyle w''.} Ponownie, ponieważ nie ma krawędzi pomiędzy {\displaystyle w,} {\displaystyle w'} i {\displaystyle w'',} to w {\displaystyle G'} nie stworzymy kliki większej niż taka, która istniałaby już w {\displaystyle G.} Zauważmy jednak, że i w tym przypadku {\displaystyle G'} ma więcej krawędzi:
{\displaystyle {\begin{aligned}|E'|&=|E|-(deg(u)+deg(v)-1)+2deg(w)\\&=|E|+\underbrace {deg(w)-deg(u)} _{\geqslant 0}+\underbrace {deg(w)-deg(v)} _{\geqslant 0}+1\geqslant |E|+1\end{aligned}}.}
Teza 1 jest więc prawdziwa.
Zdefiniujmy relację {\displaystyle u\sim v\iff (u,v)\notin E.} Jest to relacja równoważności – jest w oczywisty sposób zwrotna i symetryczna, natomiast przechodniość wynika z udowodnionej właśnie tezy 1, ponieważ jeżeli w {\displaystyle G} nie ma krawędzi między {\displaystyle u} i {\displaystyle w} oraz między {\displaystyle w} i {\displaystyle v,} to nie może być też krawędzi między {\displaystyle u} i {\displaystyle v.} Stąd wynika, że {\displaystyle G} jest, dla pewnego {\displaystyle k} pełnym grafem k-dzielnym, w którym podział wierzchołków odpowiada podziałowi na klasy abstrakcji relacji {\displaystyle \sim .}
Zauważmy, że musi być {\displaystyle k\leqslant r,} ponieważ w przeciwnym wypadku {\displaystyle G} zawierałby jako podgraf klikę {\displaystyle K_{r+1},} oraz że w pełnym grafie {\displaystyle k}-dzielnym liczba krawędzi rośnie wraz z {\displaystyle k.} Stąd i z założenia, że {\displaystyle G} ma maksymalną liczbę krawędzi, wynika ostatecznie, że {\displaystyle k=r} i {\displaystyle G} jest pełnym grafem {\displaystyle r}-dzielnym.
Teza 2: Liczba krawędzi w pełnym grafie {\displaystyle k}-dzielnym jest maksymalna, kiedy wielkości części podziału zbioru wierzchołków różnią się co najwyżej o 1.
Niech {\displaystyle G=(V,E)} będzie pełnym grafem {\displaystyle k}-dzielnym, w którym istnieją części podziału {\displaystyle A} i {\displaystyle B} takie, że {\displaystyle |A|>|B|+1.} Możemy zwiększyć liczbę krawędzi w {\displaystyle G,} przenosząc wierzchołek ze zbioru {\displaystyle A} do zbioru {\displaystyle B.} Wskutek przeniesienia usuniemy z grafu {\displaystyle |B|} krawędzi, jednocześnie dodając {\displaystyle |A|-1} krawędzi. W ostatecznym rozrachunku dodajemy {\displaystyle |A|-1-|B|\geqslant 1} krawędzi, co dowodzi tezy 2.
Z powyższego dowodu wynika, że spośród grafów {\displaystyle n}-wierzchołkowych niezawierających kliki {\displaystyle K_{r+1},} najwięcej krawędzi ma graf Turána {\displaystyle T(n,r).}